# Тёрнер, Карл (политик)
Карл Уильям Тёрнер (англ. Karl William Turner;род. 15 апреля 1971 года, Кингстон-апон-Халл, Восточный райдинг Йоркшира, Йоркшир и Хамбер, Англия, Великобритания) — британский политик. Член Лейбористской партии. Член Парламента Великобритании от избирательного округа Восточный Кингстон-апон-Халл. Теневой Генеральный атторней Англии и Уэльса в кабинете Джереми Корбина (январь-июнь 2016).

## Ранние годы жизни
Кард Тёрнер родился в 1971 году в городе Кингстон-апон-Халл. С 1984 года учился в средней школе Брешхолм (ныне — Академия Уинифред Хотлби, которую бросил в 1987 году, когда ему было 16 лет. С 1987 по 1989 год он получал образование в области делового администрирования по программе обучения городского совета Халла, после чего некоторое время работал торговцем антиквариатом В конце 1990-х годов получил квалификацию GCE Advanced Level в Колледже Халла, а в 2004 году окончил юридический факультет Университета Халла. В 2005 году прошёл профессиональный курс обучения барристеров в Нортумбрийском университете, после чего практиковал в качестве барристера в компании Max Gold Partnership в Халле.

## Парламентская карьера
В марте 2008 года, после отказа депутата-лейбориста от округа Восточный Кингстон-апон-Халл Джона Прескотта баллотироваться на предстоящих выборах, Тёрнер был выдвинут в качестве потенциального кандидата на его место; в августе 2008 года Тёрнер был окончательно утверждён кандидатом от лейбористов В 2010 году избран в палату общин, опередив своего ближайшего соперника на 8597 голосов.
В парламенте Тёрнер занимал должность парламентского организатора лейбористской оппозиции. В апреле 2014 года получил некоторую известность в СМИ после того, как обжаловал у парламентского Уполномоченного по стандартам факт использования своей партией парламентского ящика электронной почты для рассылки просьб о 45-фунтовых пожертвованиях в партийный фонд; при этом Уполномоченный не нашёл оснований для начала расследования по этому делу. 3 декабря 2014 года Тёрнер был назначен теневым Генеральным солиситором Англии и Уэльса в кабинете Эда Милибэнда, продолжая одновременно оставаться парламентским организатором.
11 января 2016 года Тёрнер был назначен теневым Генеральным атторнеем Англии и Уэльса в Теневом кабинете Джереми Корбина, заменив ушедшую в отставку Кэтрин Маккиннелл. 26 июня 2016 года, после оглашения результатов референдума о выходе Великобритании из ЕС, Тёрнер, в числе ряда других теневых министров, подал в отставку.

## Личная жизнь
Карл Тёрнер женат на Линн Тёрнер (англ. Leanne Turner)